# Mateus Leme (kommun)
Mateus Leme är en kommun i Brasilien.   Den ligger i delstaten Minas Gerais, i den sydöstra delen av landet, 600 km sydost om huvudstaden Brasília. Antalet invånare är 27 856.
Följande samhällen finns i Mateus Leme:
- Mateus Leme

I omgivningarna runt Mateus Leme växer huvudsakligen savannskog. Runt Mateus Leme är det tätbefolkat, med 257 invånare per kvadratkilometer.